# Випробувальний комплекс ракетних двигунів

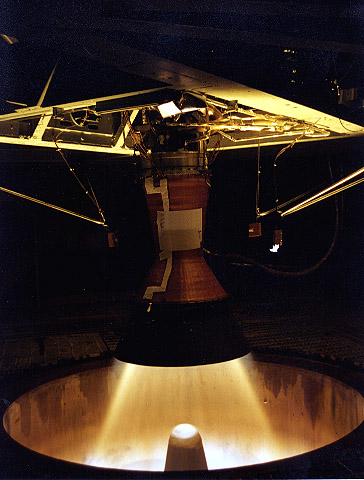
Ракетне випробування WSTF

Випробувальний комплекс ракетних двигунів — це місце, де ракетні двигуни можна випробовувати на землі в контрольованих умовах. Перед сертифікацією двигуна для польоту зазвичай потрібна програма наземних випробувань. Наземні випробування дуже недорогі в порівнянні з вартістю ризикувати цілою місією або життям екіпажу.
Доступні умови тестування зазвичай описуються як навколишнє середовище на рівні моря або на висоті. Випробування на рівні моря корисне для оцінки стартових характеристик ракет, що запускаються з землі. Проте випробування на рівні моря не забезпечують справжнього моделювання більшості умов експлуатації ракети. Краще моделювання забезпечує висотне тестування.

## Випробування на рівня моря

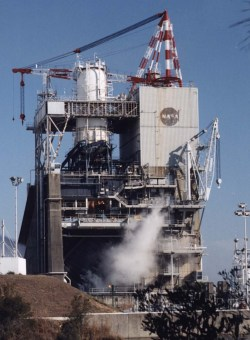
Випробувальний стенд двигуна на рівні моря в космічному центрі Джона К. Стенніса

Об’єкт повинен стримувати ракету та безпечно направляти вихлоп ракети у відкриту атмосферу. Структурну цілісність, роботу системи та тягу на рівні моря можна виміряти та перевірити. Однак ракети в основному призначені для операцій у дуже розрідженій атмосфері або без неї. Системи, які добре працюють на землі, можуть дуже по-різному поводитися в космосі.
Типовий випробувальний стенд на рівні моря може бути розроблений для утримання ракетного двигуна в горизонтальному або вертикальному положенні. Рідинні ракетні двигуни зазвичай запускають у вертикальному положенні, оскільки забірники паливного насоса призначені для забору палива з нижньої частини паливних баків. Вплив маси ракетного палива на систему вимірювання тяги (TMS) необхідно враховувати під час роботи двигуна. Вихлопні гази ракети направляються в полум'яний ковш або траншею. Полум’яна траншея призначена для перенаправлення гарячих вихлопних газів у безпечне напрямок і захищена системою дренування, яка одночасно охолоджує вихлопні гази та знижує рівень звукового тиску (гучність). Рівень звукового тиску великих ракетних двигунів був виміряний на рівні понад 200 децибел — один із найгучніших звуків, створених людиною.
Твердопаливні ракетні двигуни можуть працювати як у вертикальному, так і в горизонтальному положенні. Системі вимірювання тяги не потрібно враховувати зміну ваги ракети в горизонтальному положенні. Пов’язана полум’яна траншея не обов’язково має бути такою міцною, як у випадку з вертикальним випробувальним стендом, однак водопровідна система може бути менш ефективною для зниження рівня звукового тиску.

## Висотні випробування
Перевага висотних випробувань полягає в тому, щоб отримати кращу імітацію робочого середовища ракети. Зі збільшенням висоти атмосферний тиск знижується. Наслідки нижчого тиску повітря включають більшу тягу ракети та меншу тепловіддачу.
Висотний об’єкт набагато складніший за об’єкт рівня моря. Ракета встановлюється всередині закритої камери, яка розвантажується до мінімального рівня перед пострілом ракети. Типовий робочий тиск камери 0,16 фунтів на квадратний дюйм встановлюється всередині камери за допомогою певної форми механічного накачування. Механічний насос зазвичай забезпечується паровим ежектором/дифузором. Якщо продукти згоряння від ракетного стрільби включають легкозаймисті або вибухонебезпечні матеріали, камеру необхідно інертувати, як правило, газоподібним азотом (GN2). Процес інертування запобігає накопиченню потенційно вибухонебезпечних матеріалів усередині камери або вихлопної труби.